# 1505
1505. је била проста година.

## Рођења

### Јануар
- Википедија:Непознат датум — Марија од Угарске, краљица Угарске
- Википедија:Непознат датум — Мехмед-паша Соколовић, велики везир

## Смрти

### Јануар
- Википедија:Непознат датум — Иван III Васиљевич, московски кнез